# 2014年冬季奧林匹克運動會丹麥代表團
2014年冬季奧林匹克運動會丹麥代表團是丹麥所派出的2014年冬季奧林匹克運動會代表團，共有12名運動員參與三項目賽事。

## 冰壺
依照2012年世界男子冰壺錦標賽、2013年世界男子冰壺錦標賽及2012年世界女子冰壺錦標賽、2013年世界女子冰壺錦標賽的結果，丹麥男子隊、女子隊積分排名列於前七名而晉級。2013年8月24日，選出代表隊成員。

### 男子
運動員：Rasmus Stjerne（隊長）、Mikkel Adrup Poulsen、Johnny Frederiksen, Troels Harry、Lars Vilandt（替補）

### 女子
運動員：Lene Nielsen（隊長）、Helle Nordfred Simonsen、Jeanne Ellegaard、Maria Poulsen、Mette de Neergaard（替補）

## 外部連結
- Denmark at the 2014 Winter Olympics（页面存档备份，存于）